# Тархунджу Ахмед-паша
Тархунджу́ Ахме́д-паша́ (тур. Tarhuncu Ahmed Paşa; ок. 1592 — 21 марта 1653, Стамбул) — османский государственный деятель, великий визирь в правление султана Мехмеда IV.

## Биография
Тархунджу Ахмед-паша был по происхождению албанцем и начинал службу в сипахах, в которых дослужился до кетхуды, должность которого он занимал в течение 15 лет. Его возвышение началось в 1648 году, когда Тархунджу Ахмед-паша был назначен бейлербеем Диярбекира, после чего он отправился в паломничество в Хиджаз.
В марте 1649 года Тархунджу Ахмед-паша был назначен бейлербеем Египта, должность которого он занимал в течение полтора года. В то время шла Критская война и Тархунджу Ахмед-паша снабжал порохом османскую армию. В декабре 1650 года он был снят с должности бейлербея Египта и вернулся в Стамбул. 
Великий визирь Гюрджю Мехмед-паша приказал проверить его финансовые расходы и потребовал, чтобы Ахмед-паша выплатил 80 000 курушей. Тархунджу Ахмед-паша был обвинён в хищении и растрате государственной казны и отправлен в тюрьму, но Гюрджю Мехмед-паша видел в нём соперника на должность великого визиря. В январе 1652 года Тархунджу Ахмед-паша был изгнан из Стамбула и назначен санджак-беем Янины, но с условием, что он будет проживать в Салониках.
20 июня 1652 года Тархунджу Ахмед-паша был назначен великим визирем, сменив отправленного в отставку Гюрджю Мехмеда-пашу. В этот период экономика Османской империи пошатнулась, империя испытывала недостаток финансов и Тархунджу Ахмед-паша сократил годовые расходы во дворце Топкапы, чтобы найти средства на выплату жалования солдатам. Его действия улучшить экономику империи увеличили число его противников среди богатых людей и сановников, которые не хотели отдать часть своих финансов в казну. Тархунджу Ахмед-паша реорганизовал финансовое управление провинциями, для того, чтобы большая часть собранных средств отправлялась в государственную казну.
Несмотря на свои действия улучшить финансовое положение империи, Тархунджу Ахмед-паша был обвинён в попытке свергнуть малолетнего султана Мехмеда IV и 21 марта 1653 года был уволен с поста великого визиря. В тот же день он был задушен; его тело было вывезено из дворца и похоронено в Ускюдаре.